# Ulica Józefa Piłsudskiego w Policach
Ulica Józefa Piłsudskiego w Policach (d. ulica Ignacego Krasickiego) – jedna z głównych ulic miasta Police o długości około 3 km. 

## Opis
Łączy osiedla Stare Miasto i Mścięcino z Nowym Miastem. Na przebiegu ulica wyznacza granicę między osiedlami Stare Miasto i Mścięcino oraz między nowomiejskimi osiedlami osiedle Dąbrówka, osiedle Gryfitów, osiedle Księcia Bogusława X i osiedle Anny Jagiellonki. 
Ulica Piłsudskiego pełni wiele funkcji - komunikacyjną (m.in. linie autobusowe 102, 103, 106, 107, 109, 110, 111 i linia pośpieszna F oraz linie nocne 524 i 526), usługową (sklepy, w tym supermarkety Lidl, Netto oraz Biedronka, stacje paliw, myjnia samochodowa) i rekreacyjną (lokale rozrywkowe, skwery miejskie).

## Zdjęcia

Ulica Józefa Piłsudskiego w Policach
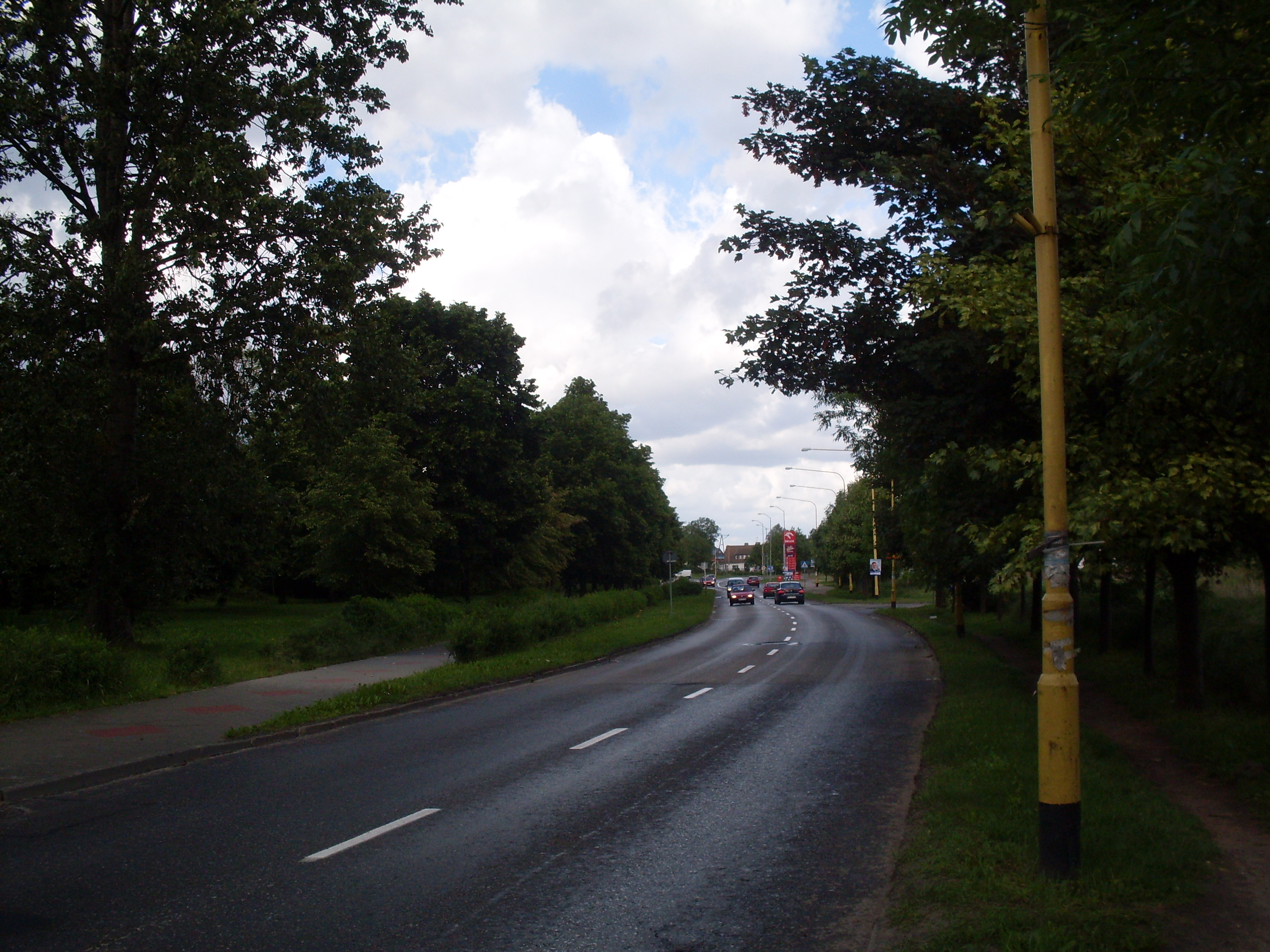
Ul. Piłsudskiego między Starym Miastem a Mścięcinem.
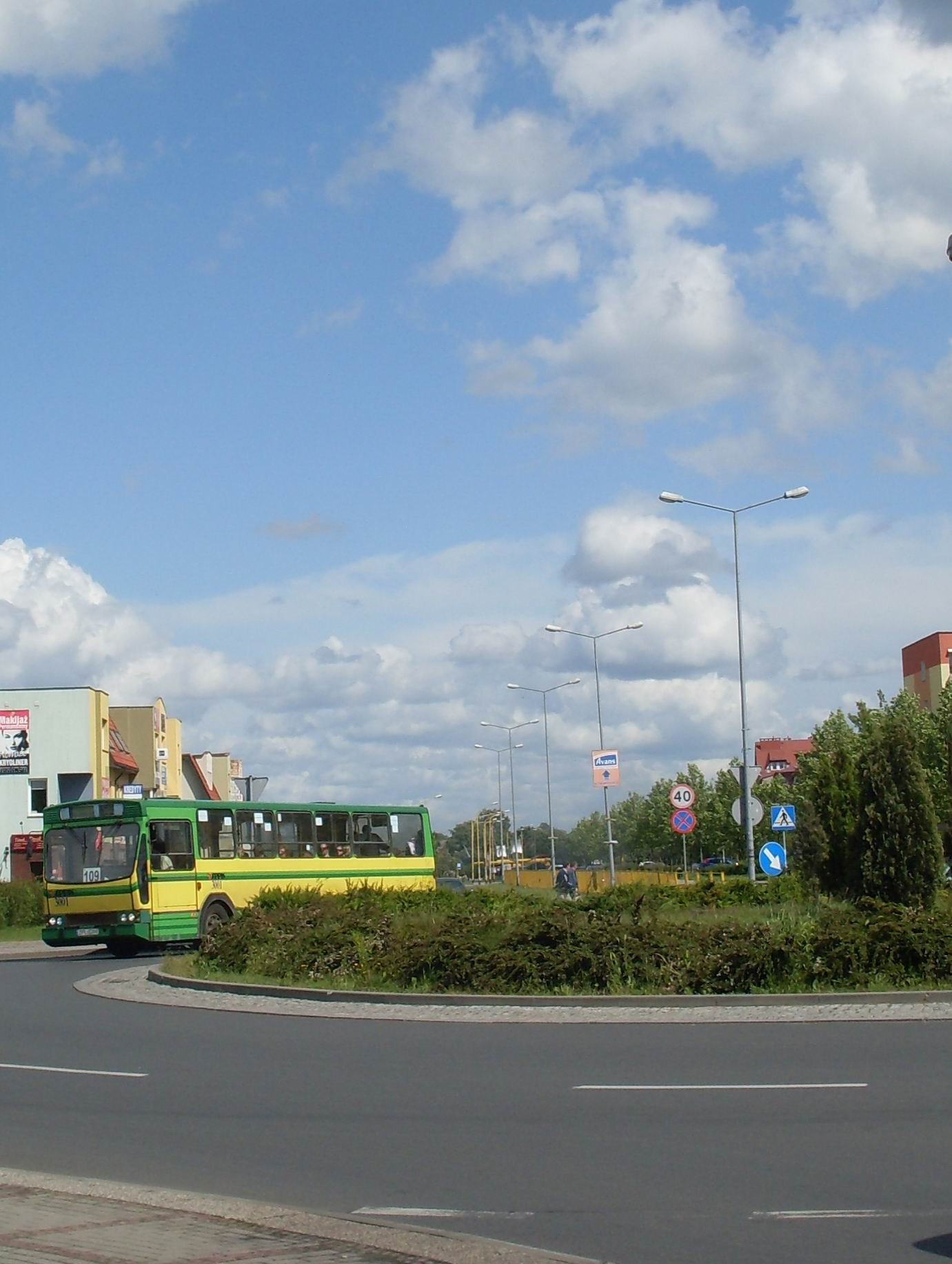
Rondo - skrzyżowanie ulic Piłsudskiego, Siedleckiej i Grzybowej.
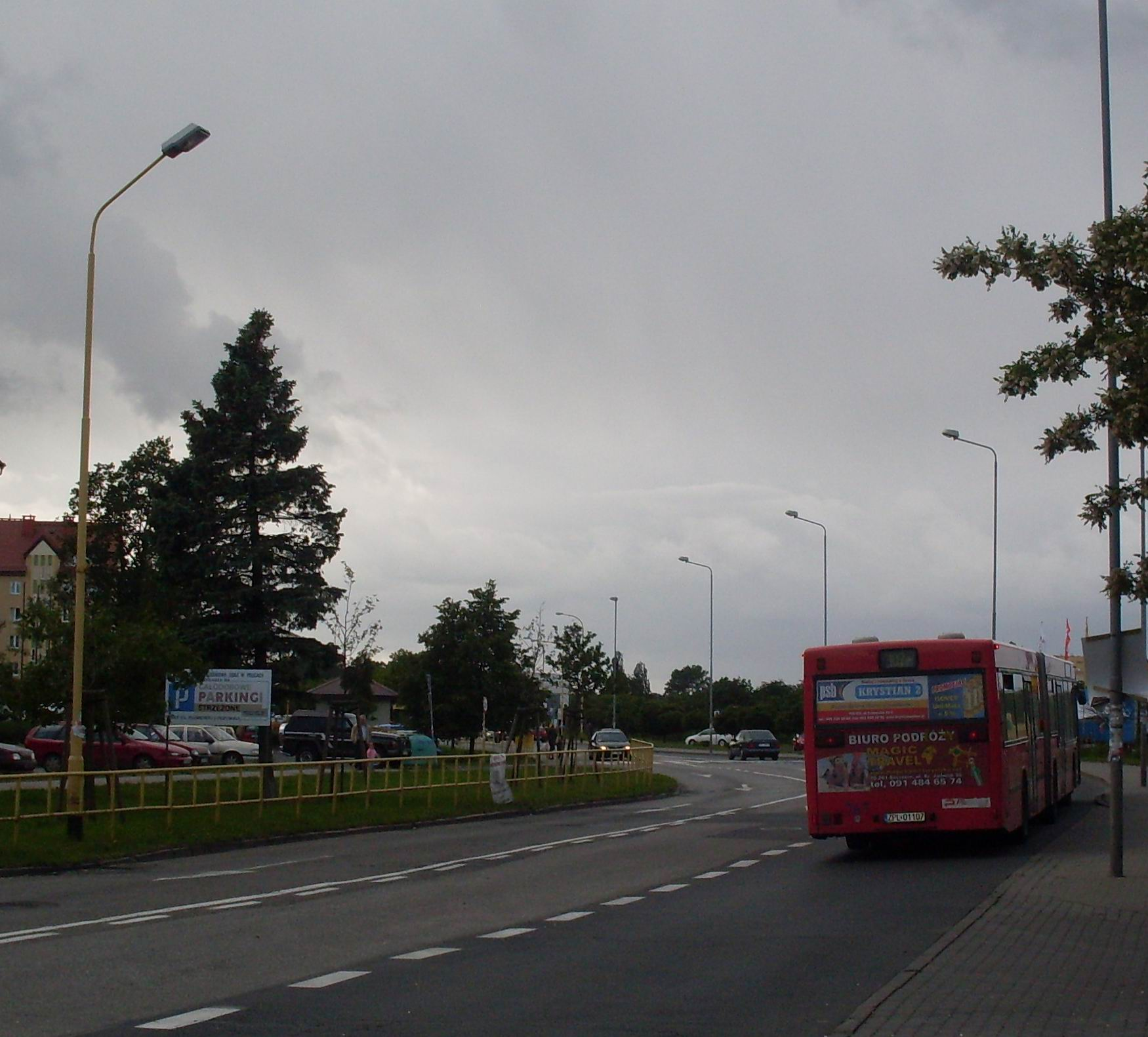
Autobus linii 107.
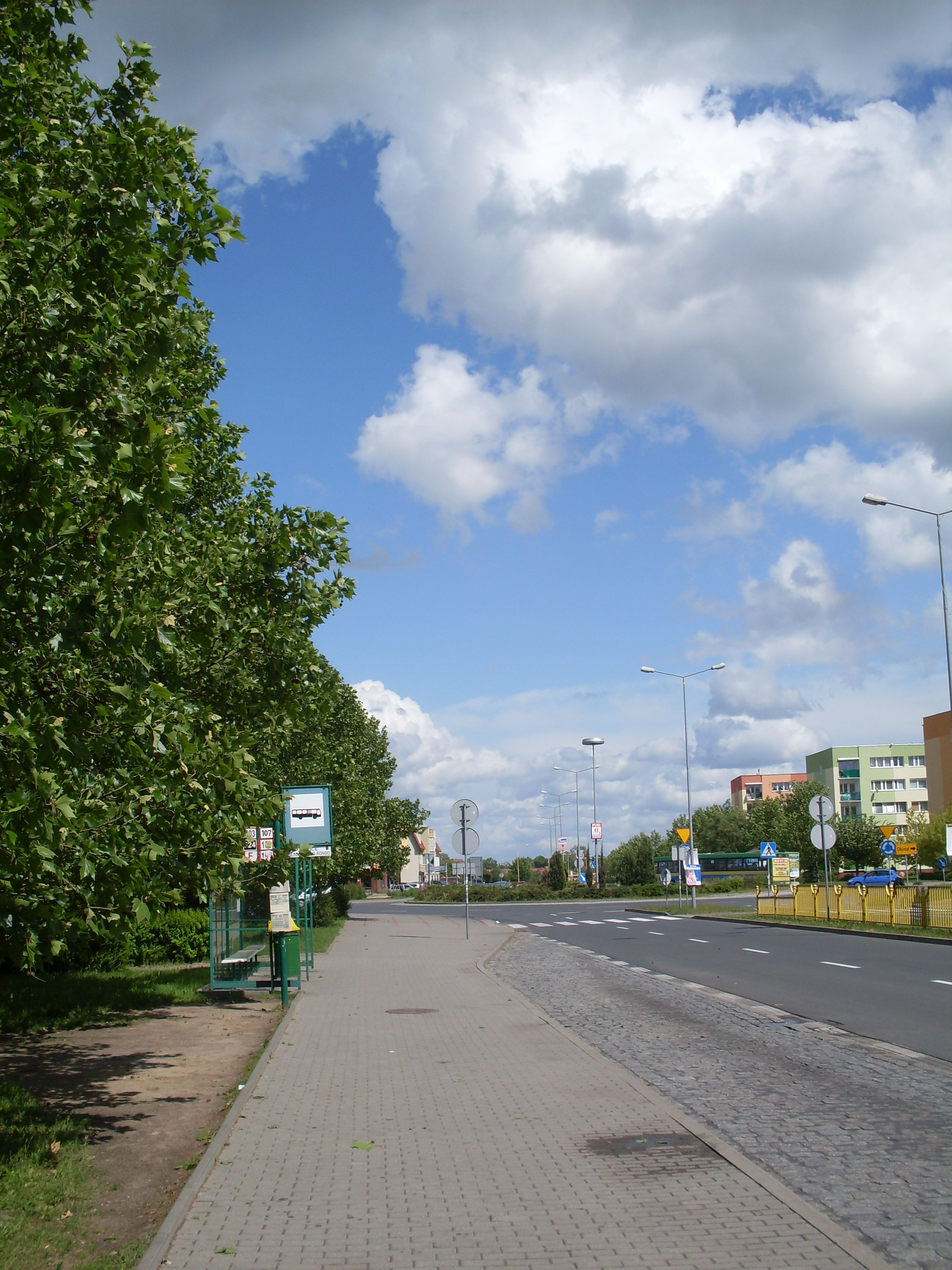
Przystanek autobusowy Police Piłsudskiego Rondo.
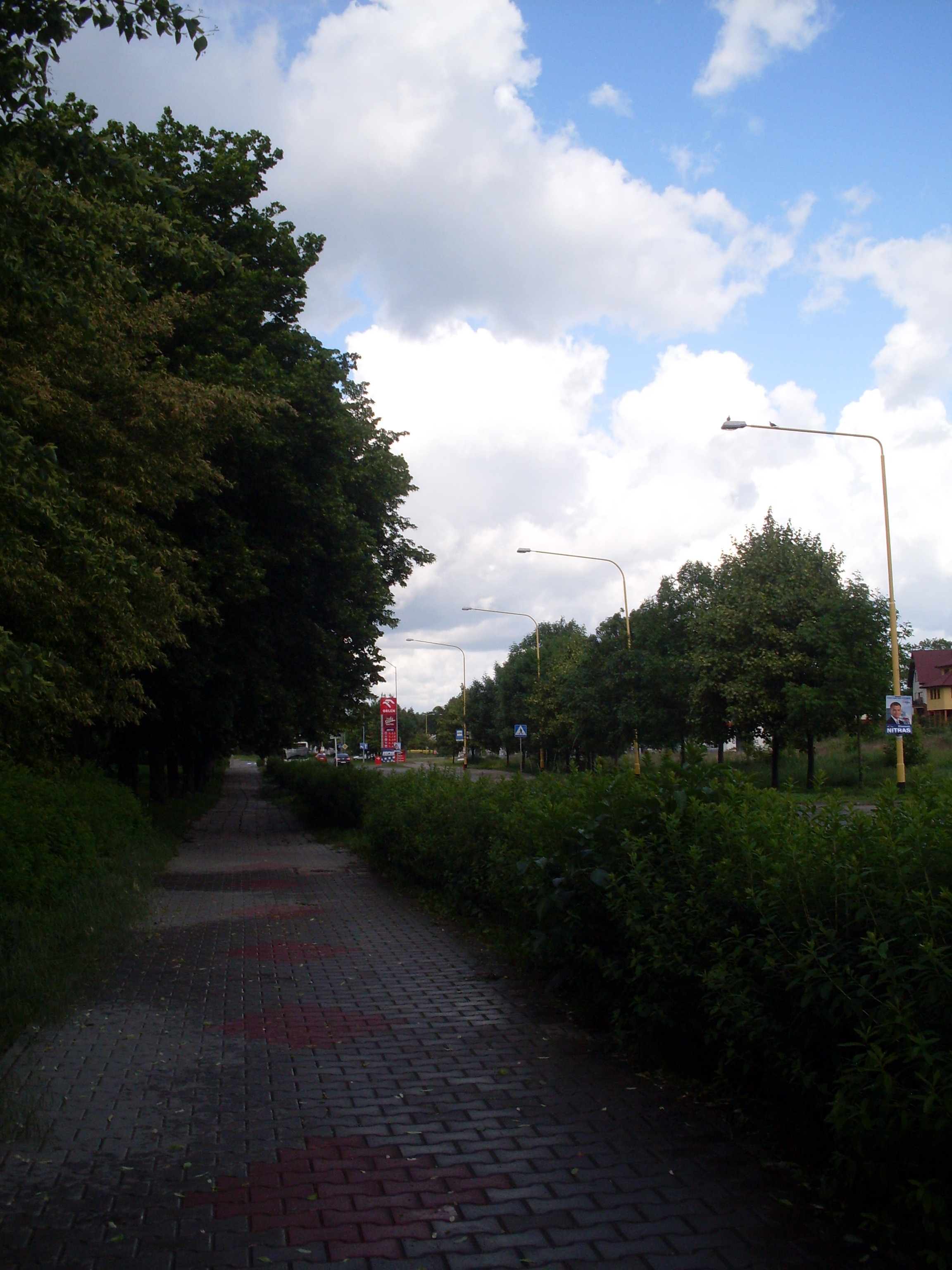
Ul. Piłsudskiego, chodnik w Starym Mieście.
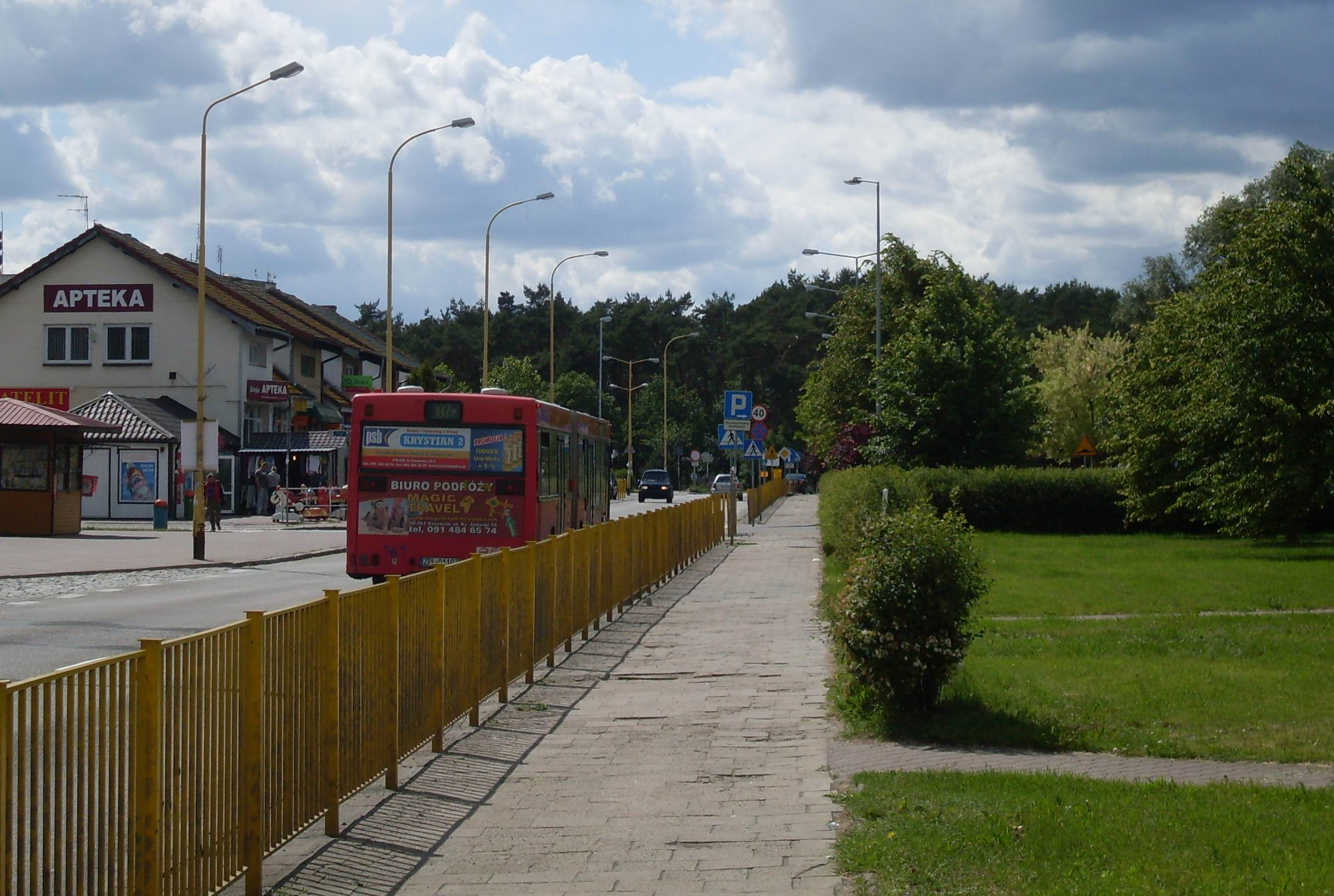
Barierka przy chodniku wzdłuż ulicy.
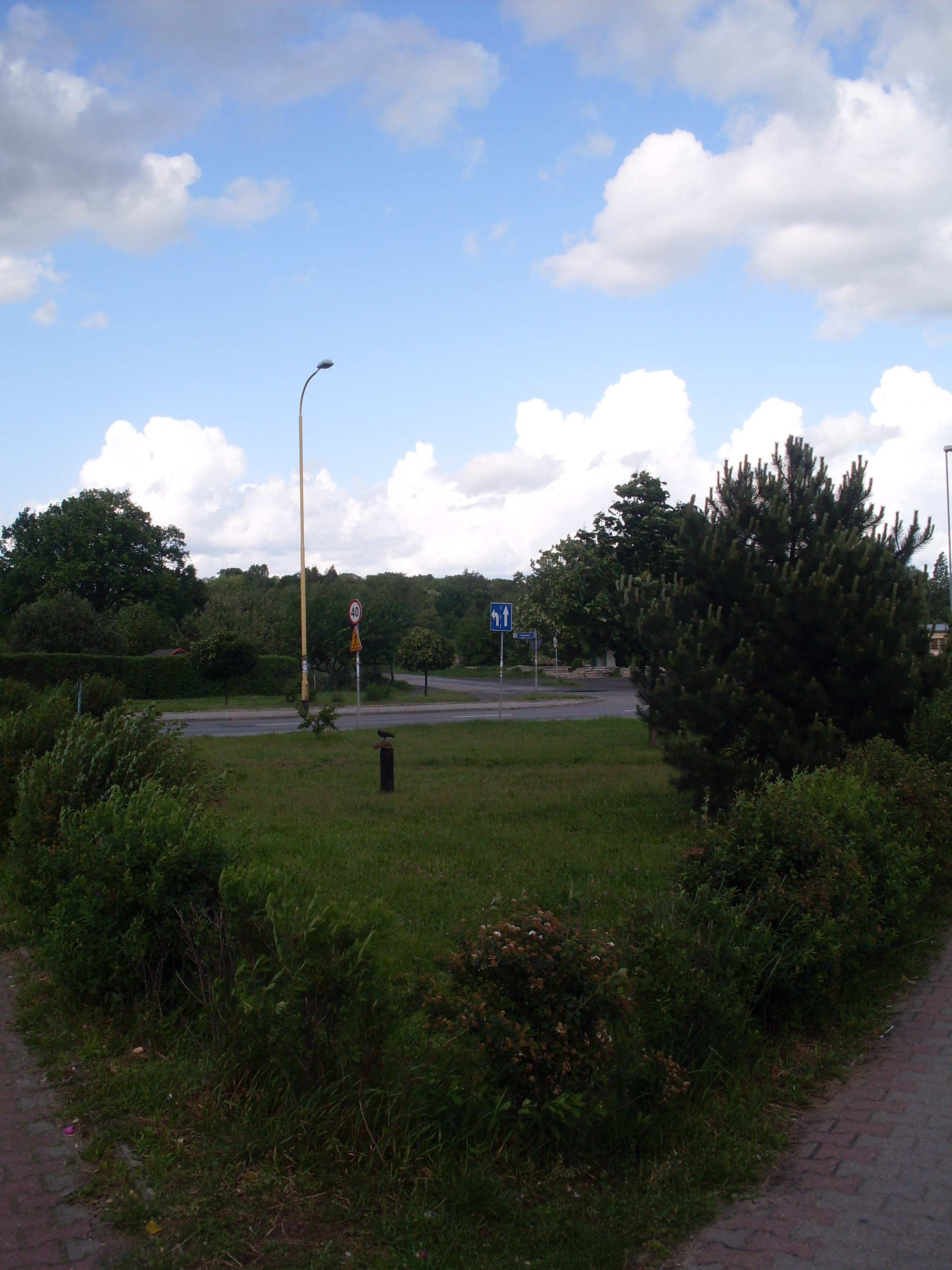
Trawnik obok skrzyżowania z ul. Przybora.
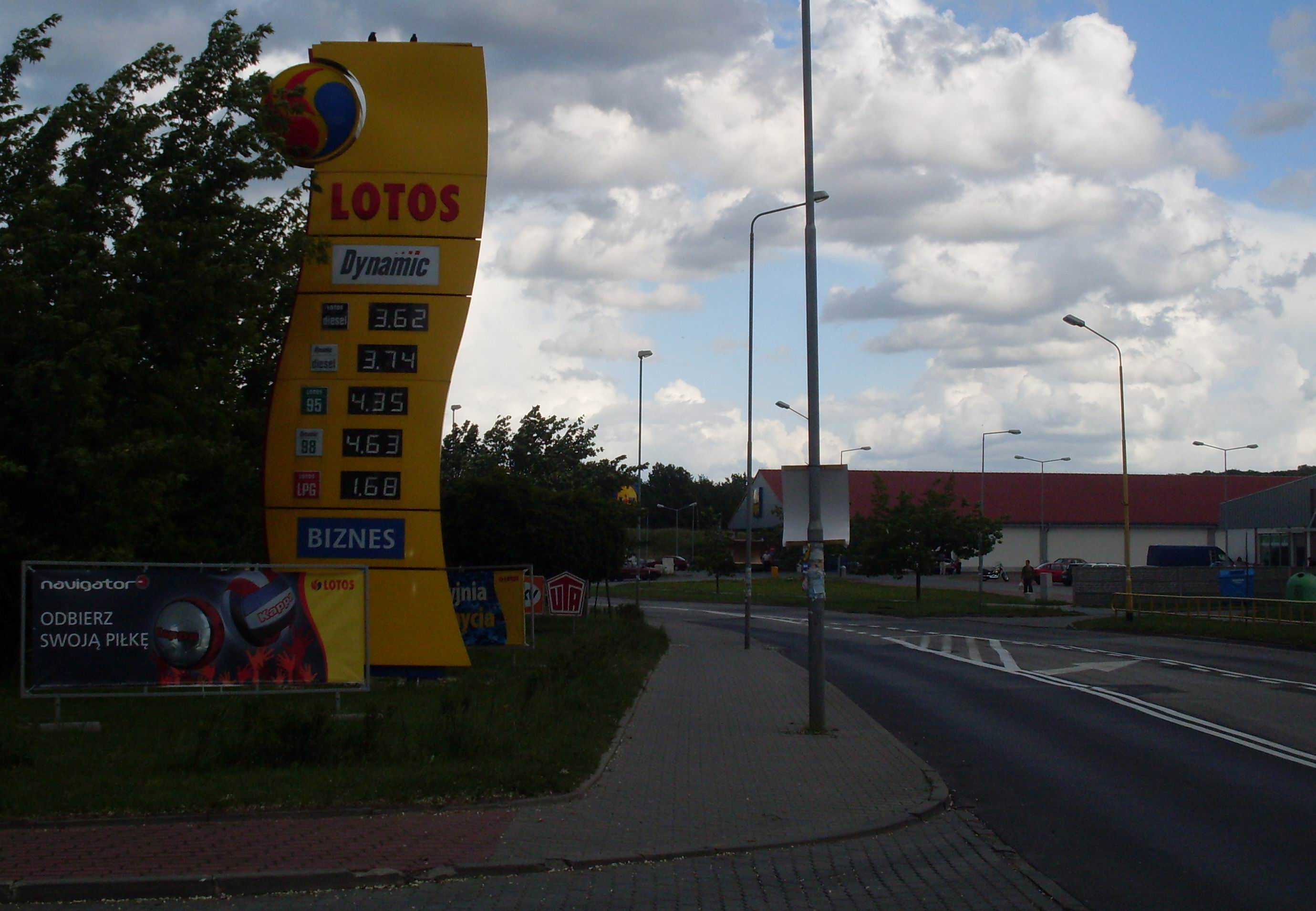
Stacja LOTOS.